# Le donne ci tengono assai
Pour plus de détails, voir Fiche technique et Distribution.
Le donne ci tengono assai est une comédie italienne d'Antonio Amendola sortie en 1959.

## Synopsis
En raison de ses dettes, un noble est contraint de céder son château à une femme très riche. Les problèmes contractuels liés à la cession du manoir et les démêlés amoureux des différents personnages, après une série de malentendus, mettront fin aux diatribes de la meilleure façon possible.

## Fiche technique
- Titre original : Le donne ci tengono assai[1],[2] (litt. « Les femmes s'inquiètent beaucoup »)
- Réalisation : Antonio Amendola
- Scénario : Antonio Amendola, Marcella Altieri
- Photographie : Giuseppe La Torre
- Montage : Renato Scandolo
- Musique : Renato Recca, Pasquale Tassone
- Décors : Oscar D'Amico
- Costumes : Gaia Romanini
- Production : Antonio Amendola
- Sociétés de production : Ariete Cinematografica
- Format : Noir et blanc - son mono - 35 mm
- Pays de production :  Italie
- Langue de tournage : italien
- Genre : comédie
- Durée : 92 minutes
- Dates de sortie : 
  - Italie : 30 janvier 1959

## Distribution
- Pierre Cressoy : Giacomo
- Mara Berni : Orietta Allegri
- Carlo Campanini : Duc Astolfo Marini
- Ave Ninchi : Angelica Allegri
- Ulrika Lyss :
- Antonio Amendola :
- Irene Cefaro :
- Aurelio Fierro :
- Giuseppe Porelli :
- Gloria Christian :
- Aldo Bufi Landi :
- Marco Tulli :